# Giải phóng dân tộc (chủ nghĩa Mác)
Giải phóng dân tộc là một chủ đề trong chủ nghĩa Mác, và đặc biệt là sau các ảnh hưởng của Vladimir Lenin trong việc vận động chống chủ nghĩa đế quốc và giành quyền tự quyết của các dân tộc, điều này đã trở thành phổ biến trong phong trào cộng sản, đặc biệt là trong việc ủng hộ giải thoát khỏi chế độ thực dân ở thế giới thứ ba. Giải phóng dân tộc đã được thúc đẩy bởi những người mácxít trở thành quan điểm xã hội chủ nghĩa quốc tế nhiều hơn hơn là giải phóng dân tộc theo quan điểm của phong trào dân tộc tư sản.
Khi lên nắm quyền, Lenin và chính phủ Bolshevik ở Liên Xô tuyên bố rằng tất cả các dân tộc đều có quyền tự quyết. Trong khi Lenin chỉ trích chủ nghĩa dân tộc, ông tuyên bố rằng nguyên nhân giải phóng dân tộc không phải là vấn đề của chủ nghĩa sô vanh, mà là vấn đề của nền dân chủ triệt để.